# 小行星1813
小行星1813（1813 Imhotep）是一颗主带小行星，由科内利斯·約翰內斯·萬·豪敦、湯姆·赫雷爾斯和英格麗·萬·豪敦-格勒內費爾德在1960年10月17日于帕洛马山天文台发现。
該小行星以埃及古王朝時期第三王朝的大臣、建築師、醫師印何闐命名，据说他是左塞尔法老的金字塔的设计者。